# Mento Gogreve
Mento Gogreve (* um 1541 in Lippstadt; † nach 19. November 1588) war ein deutscher lutherischer Theologe und Pädagoge, der in Österreich und Deutschland wirkte.

## Leben
Mento oder Mentho Gogreve (Gogrevius, Gogreff, Gogräfe, Gograue) wurde in Lippstadt (latinisiert: Lupfurt, Lüppfurt, Lippfurt) geboren und bezeichnete sich als „Lippiensis“ (= „Lippstädter“) oder „Sicamberus“, also als jemand aus der Gegend zwischen Lippe und Ruhr. Der Vorname „Mento“ (Menso, Menzo, Mense) ist eine niederdeutsche Kurzform von „Meinhard“ oder „Menhart“. Von Zeitgenossen wurde er teilweise als Familienname missverstanden.

### Sachsen und Niedersachsen
Mento Gogreve besuchte wahrscheinlich die Lateinschule in Lippstadt. Er war früh verwaist und wurde von Burchard XVIII. (1483–1550), und besonders von dessen Sohn Heinrich X. von Saldern (1532–1588), die Pfandherren zu Lauenstein bei Hameln waren, gefördert. Heinrich X. von Saldern hatte in Wittenberg studiert und war Rat in Wolfenbüttel bis zum Regierungsantritt von Herzog Julius von Lüneburg und Braunschweig-Wolfenbüttel (1528–1589, reg. 1568), später Calenberger Rat. Er ermöglichte auch dem in Lippstadt geborenen Peter Hagen (1554–1614) ein juristisches Studium. Nach dem Tod der Margarethe von Saldern († 1561), Witwe des Reineke von Wend († 1535), bzw. dem Tod ihres Sohnes Simon von Wend († 1548), Drost zu Varenholz und gräflich lippischer Rat, hatte die Braunschweiger Familie von Saldern Streubesitz in der Nähe von Lippstadt geerbt, den sie bis 1563 behaupten konnte.
Am 30. Juli 1557 immatrikulierte sich Gogreve als Mento Gogref Lippiensis Westualus in Wittenberg. 1560 bezog er als Mento Gogreffius die zwei Jahre zuvor neu gegründete Universität Jena, erwarb dort den Magistergrad und wird 1561 als Pfarrer von Bergkirchen in der Grafschaft Schaumburg erwähnt. 1562 trug sich M. Gogreff in das Stammbuch von Graf Wilhelm I. von Schwarzburg-Frankenhausen (1534–1598) ein.
Aufgrund einer angeblich falschen Beschuldigung wurde Gogreve um 1562 aus der Grafschaft Schaumburg vertrieben und fand nach einiger Zeit Aufnahme beim Rat der Stadt Hameln. 1563 war er Lehrer der unteren Klassen der Lateinschule in Hameln. Dort verfasste er im September 1563 als M. Mento Gogreuius Ludi literarij apud Hamelopolitanos moderator eine Arbeit über die Hirtengedichte Vergils, die er seinem Mentor Heinrich X. von Saldern widmete.
Von April 1566 bis etwa 1572 war Gogreve gemeinsamer Hofprediger der Brüder Otto VIII. (um 1530–1582), Erich V. (um 1535–1575) und Friedrich III. (um 1540–1570) Grafen von Hoya-Bruchhausen in Nienburg/Weser; er hatte damals Frau und Kinder.
Als jährliches Gehalt erhielt Gogreve „die Hofkleidung, 40 Taler zur Unterhaltung und ferner zur Erhaltung seiner Weib und Kinder jährlich 6 Malter Roggen, 6 Malter Gerste, 4 fette Schweine, 1 fetten hierländischen Ochsen, 6 fette Schafe, für 3 Kühe die Grasweide und des Winters die Fütterung dazu, 30 Herrendienst-Fuder Holz zu Behuf seiner Feuerung“. Die Grafen wollten ferner „auch jährlich seiner Frau 2 Himten Lein in unserm dazu dienstlichen Acker säen lassen. Zudem sollen ihm auch 8 magere Schweine bei unseren Schweinen geweidet und am Trog erhalten werden.“
1570 nahm Gogreve an einer Abendmahlsdisputation in der Grafschaft Hoya teil, woraufhin er sich im folgenden Jahr in einer Monografie gegen den Vorwurf u. a. des Mag. Friedrich Rusch (1519–1599) verteidigte, calvinistische oder Brenz’sche Positionen vertreten zu haben. 1579 und 1583 überarbeitete Gogreve diese Schrift und widmete sie seinen jeweiligen Dienstvorgesetzten.
Um den Streit zwischen Gogreve und Rusch zu schlichten, berief Graf Erich den Lutheraner Mag. Johann Becker († um 1571/72) zum Superintendenten, der 1570 von dem reformierten Bürgermeister Daniel von Büren (1512–1593) in Bremen aus der Pfarrstelle „Unser lieben Frauen“ vertriebenen worden war. Hermann Hamelmann (1526–1595) würdigte Becker und Gogreve im Vorwort, als er De poedobaptismo des Hermann von dem Busche 1572 neu herausgab. Nach dem Tod Beckers musste Grogreve seine Stelle verlassen, obwohl er vom Hoyaischen Kanzler Johann Haken und dessen Sohn, Rat Robert Haken, unterstützt wurde. Möglicherweise musste er die Stelle verlassen, weil seine erste Ehe 1572 geschieden wurde. Frau und Sohn blieben in Nienburg.

### Mecklenburg
Im November 1572 immatrikulierte er sich als M. Mento Gogreuius Lippiensis, Jenæ promotus, honoratus in Rostock. Er war dem Rostocker Theologieprofessor David Chyträus (1530–1600) von Martin Chemnitz (1522–1586) und Nikolaus Selnecker (1530–1592) empfohlen worden. Im Mai und Juni 1573 war Gogreve kurzzeitig Diakonus (Kaplan) an der Jakobikirche, weil Superintendent Simon Pauli (1534–1591) seine Eignung für ein Amt in Schwerin prüfen wollte. Der Fürstliche Sekretär Johann Molinus protestierte im Namen der Rostocker Pfarrer bei Herzog Johann Albrecht I. von Mecklenburg (1525–1576) sofort gegen diese Besetzung, weil „allerley Reden von des Mentonis Lehre und Leben, so er anderswo … geführet hin und wieder in dieser E. F. G. Universitäten und Stadt gesprenget worden“ und er kein Abgangszeugnis aus der Grafschaft Hoya vorweisen könne.
Am 18. Mai 1573 nahm Gogreve als Lizenziatenprüfung an einer Disputation über die Kennzeichen der „wahren Kirche“ teil. Im Juli 1573 wurde ihm das Lizenziat der Theologie verliehen. Dieses erneute Examen wurde für erforderlich gehalten, weil Gogreve kein Zeugnisse hatte vorlegen können. Schon zuvor war Mento Grogreve jedoch, nachdem man eine Auskunft beim Geistlichen Ministerium in Nienburg (Neuenburg) angefordert hatte, an der Jakobikirche „wegen des Calvinismi enturlaubet“ worden und hatte am 9. Juni 1573 die Stadt verlassen.
1573 bis 1574 war Gogreve Stiftssuperintendent im Hochstift Schwerin unter dessen Administrator Herzog Ulrich (III.) von Mecklenburg (1527–1603).
Gogreve war unter anderem verantwortlich für das Personal der Schweriner Stiftsschule, an der im Sommer 1573 Rektor Joachim Bunger gekündigt hatte, Konrektor Valentin Roloff (Rudolph) verabschiedet werden sollte und ein neuer Kantor gesucht werden musste.

### Österreich und Oberungarn
Nach über einjährigen Verhandlungen der steirischen Stände mit Maximilian II. (1527–1576) erhielt Gogreve durch Vermittlung von David Chyträus, der in diesem Jahr Rektor der Universität Rostock war, am 15. August 1573 zusammen mit dem kurbrandenburgischen Hofprediger D. Georg Coelestin (1525–1579) die kaiserliche Bewilligung, nach Österreich zu kommen. Während Coelestin die Berufung als Superintendent letztlich nicht annahm und aus Wien wieder nach Berlin zurückkehrte, war Gogreve 1574 und 1575 Diakonus und Lehrer an der lutherischen Stiftsschule (Protestantisches Gymnasium illustre) der steiermärkischen Landschaft in Graz. Bereits im Januar 1574 wurde er auf einer Synode in Kaschau (Košice) von Thomas Fröhlich (Hilarius) († 1580) in acht Artikeln als angeblicher Flacianer angegriffen. 1575 schenkte „Mento Gogreuius Licentiatus Theologus, Administer verbi Graciae, in Templo provinciae Styriae (= Diener des Wortes in Graz, an der steirischen Landschaftkirche)“, dem steiermärkischen Superintendenten Jeremias Homberger (1529–1595) eine von ihm verfasste Elegia über den „bejammernswerten Zustand“ der Kirche und der Länder der ganzen Welt.
Vergeblich bemühte sich Gogreve in einem Schreiben vom 1. September 1574 um eine Stelle in Iglau und 1576 um eine Stelle in Ybbs an der Donau. 1576 wurde er mit 300 Gulden „Abfertigung“ als Stiftsprediger entlassen. Er wurde Prediger von Helmhard VIII. Jörger zu Tollet (1530–1594) und schließlich 1577 Schlossprediger des kaiserlichen Feldobersten und österreichischen Statthalters in Oberungarn Hans Rueber zu Pixendorf (1529–1584) in Grafenwörth. Erbtruchsess Michael Ludwig von Puchheim (1512–1580), Hofkriegsrats-Präsident Wilhelm von Hofkirchen, Mento Gogreve und Ambrosius Ziegler († 1578) veranlassten Polycarp Leyser d. Ä. während dessen Aufenthalt in Göllersdorf dazu, sich in einem Brief an Jakob Andreae über das Wirken von Josua Opitz zu beschweren, dem vorgeworfen wurde, ein Flacianer zu sein. 1577 besuchte Gogreve kurzzeitig Rostock, etwa seit diesem Jahr hielt er sich dauerhaft bei Rueber in Kaschau in Oberungarn auf.
Gogreve beschuldigte den Kaschauer Schulrektor Matthias Thoraconymus (* um 1550; † 1586) des Sakramentalismus, bis dieser im Januar 1579 seine Stelle aufgab. Am 11. Februar 1579 nahm Gogreve an der Synode von Zeben teil. Hans Rueber ließ am 10. August 1579 in Kaschau ein Examen durchführen, bei dem sein Hofprediger Gogreve den Pfarrer Johannes Lauchhammer (Leutchamerus, Lemhamerus) über seine Auffassung des Abendmahls befragte und Philipp Melanchthons dogmatisches Lehrbuch Corpus doctrinae Christianae (1560) scharf kritisierte. 1580 und 1583 erwartete er eine bald bevorstehende Doktor-Promotion und nannte sich Theologiae designatus D.
In einem Streit Gogreves mit seinem Käsmarker Kollegen Mag. Kaspar Kratzer (1545-nach 1585) mussten 1582 auf Ersuchen Ruebers die Universitäten Rostock und Tübingen, an denen die beiden Kontrahenten studiert hatten, mit „Consilia“ vermitteln. Die Rostocker Theologische Fakultät ließ ihre Stellungnahme, die beide Seiten zur Versöhnung aufforderte, von Martin Chemnitz und Tilemann Hesshus (1527–1588) gegenlesen.

### Kurpfalz und Kurköln
Um 1583 bezeichnete Gogreve sich weiterhin als designierter Doktor der Theologie. Er war von Kurfürst Ludwig VI. von der Pfalz zum Pastor und Superintendenten in Sinsheim berufen worden.
Im August 1583 wurde er von Ludwig VI. bzw. von dem Administrator der Kurpfalz Johann Kasimir von Pfalz-Simmern nach Kurköln „ausgeliehen“. Er reiste im September von Heidelberg nach Werl und wurde Feldprediger des protestantischen Kölner Kurfürsten Gebhard I. von Waldburg. Gogreve wurde dem Werler Superintendenten Kaspar Mutz zugewiesen und sollte das südliche Sauerland reformieren. Nach einem halben Jahr quittierte er im Februar 1584 den Dienst, weil er sich mit Mutz überworfen hatte.
Da die Kurpfalz nach dem Tod Ludwigs VI. im Oktober 1583 unter der Regentschaft von Johann Kasimir wieder zum Calvinismus überging, konnte der Lutheraner Gogreve das Superintendentenamt in Sinsheim nicht weiter ausüben. Vom 21. Juli – nach der Verhaftung des Prädikanten Konrad Fabri − bis zum 20. November 1584 wirkte Dr. Menon Gograeff vier Monate als Prediger in der lutherischen Gemeinde in Köln.

### Kursachsen
1585 wurde Gogreve, inzwischen zum Doktor promoviert, unter Kurfürst August von Sachsen als Nachfolger von Kaspar Heidenreich († 1586) zum Superintendenten in Torgau berufen und am 8. Mai 1585 durch den General-Superintendenten Polykarp Leyser d. Ä., der Gogreve aus der gemeinsamen Zeit in Österreich kannte, in sein Amt eingeführt. Im September 1586 führte Gogreve eine „Localvisitacion“ in der Ephorie Torgau durch. Es entspann sich jedoch bald ein Streit mit dem Stadtrat, weil Gogreve am 2. Februar 1587 (Maria Lichtmess) die Kerzen vom Altar entfernen ließ. Am 17. September 1587 fand unter dem neuen Kurfürsten Christian I. von Sachsen in Torgau ein „Reformationstag“ statt, auf dem die Stände die Änderungen wieder rückgängig machen wollten. 1588 wurde Gogreve abgesetzt oder trat von seinem Amt zurück; angeblich hat er sich am 19. November „aus dem Staube gemacht, und das Kuhfenster troffen“, weil seine neue Frau, „ein Fräulein aus Kunzwerda“, die er am 9. August geheiratet hatte, am 18. Oktober 1588 „vorzeitig“ einen Sohn bekommen hatte. Sein Nachfolger als Superintendent in Torgau wurde am 8. März 1589 der Dresdner Erste Hofprediger Tobias Beuther (1535–1620).

## Bedeutung
Gogreve war humanistisch geprägt, beschäftigte sich literarisch mit Vergil und hatte gute Kenntnisse antiker Autoren. Sein Wahlspruch war Tandem patientia victrix („Zuletzt ist die Geduld immer Siegerin“). Er veröffentlichte verschiedene Streitschriften im sog. „Flacianischen Streit“ und anderen innerevangelischen Auseinandersetzungen. Dabei setzte er sich verschiedentlich gegen den Vorwurf zur Wehr, ein Kryptocalvinist zu sein. Aus Stellen wurde er sowohl als „Lutheraner“ wie als angeblicher „Calvinist“ vertrieben. Gogreve selbst verstand sich als Lutheraner und vertrat trotz zeitbedingter Polemik eine eher gemäßigte Position zwischen „Gnesiolutheranern“ und „Philippisten“.
Gogreve (M. Mento, Mento Gogrenius) stand seit 1582 auf dem Index Librorum Prohibitorum in der 1. Klasse häretischer Schriftsteller.

## Varia
Über seinen ungewöhnlichen Vornamen dichtete Gogreve:
Mentonem quem nunc vocitant praenomine passim,

Mensonem dicit, patria rite domus,

Efficies, digne referam tua nomina Christe.

Nostraque sit verbo, consona vita, tuo.
Mento, wie sie ihn jetzt überall mit Vornamen zu nennen pflegen,

– Menso sagt man zu Hause nach Art des Vaterlands –,

ihn wirst du vollenden (deine Namen möchte ich angemessen wiedergeben, o Christus),

und unser Leben komme in ‚Einklang‘ [Wortspiel mit ‚Konsonant‘] durch dein Wort.

## Werke
- Bvcolicorvm Virgilii simplex et dilvcida metaphrasis cui in scholasticae pubis gratiam et vsum, ordo (quem vocant) constructionis, cum singularum Eclogarum Argumentis, acceßit, avtore M. Mento Gogrevio a L[ippfurt]. Georg Rhau, Wittenberg 1564 (Digitalisat der Bayerischen Staatsbibliothek München)
  - 2. Auflage. Georg Rhau, Wittenberg 1566
  - 3. Auflage. Samuel Selfisch, Wittenberg 1581 (Digitalisat der Bayerischen Staatsbibliothek)
- Mento Grogreff, Andreas Freyhub: Demonstratio de praesentia Christi in coena / Doctrina ecclesiae de Deo, essentia uno in perfonis trino. Leipzig 1569[53]
  - Demonstratio Brevis Et Nervosa, Quòd corpus, & sanguis Christi, verè & realiter, in sacra Coena, quae in his terris ritè peragitur, adsit, Mento Gogref a Lvppfurt S. Th. d. D. Sicamber, Illustri ac generosiss. D. Iohanni Ruebero à Concionibus sacris, o. O. o. J. [1575] (Digitalisat der Bayerischen Staatsbibliothek München) (Google-Books)
- M. Mentonis Gogrevii a L[ippfurt]. Grafflichen Höyeschen Hoffpredigers. Bekentniß vnd Lehre, Von wahrer, wesentlicher gegenwertigkeit, Exhibition, vnd empfahung des Leibs vnd Bluts Christi im Abendtmal. Mit einer Christlichen Vorrede D. Nicolai Selnecceri, sampt einer Predig D. Seln. zu Dreßden geschehen, vnd vorwarnung, das man sich vor den Sacramentschwermern wölle trewlich fürsehen vnd hüten; Widmungsbrief von Mento Gogreuius M(agister) A. L(ippfurt) an Erich V. von Hoya „Datum Newenburgk anno etc. lxxi, den vi. Junij (= Nienburg, den 6. Juni 1571)“. Konrad Horn, Wolfenbüttel-Heinrichstadt 1571 (Digitalisat der Staatsbibliothek zu Berlin – Preußischer Kulturbesitz), (Google-Books)
  - [2. Aufl.: Mentonis Gograevii  Bekenntniß … cum praefatione Selnecceri wider die Sakramentirer, Rostock 1571?[54]]
  - 2. Aufl.: Mentonis Gogrevii von Lupfurt, der H. Schrifft designierten D. Glaube, Bekentnus vnd Lehre, von wahrer wesentlicher Gegen wertigkeit, Exhibition vnd Empfahung des wahren Leibs vnd Bluts Christi im H. Abendmal … Mit sampt einer Christlichen vorrede, vnd notwendigen erinnerung, von vnterscheid zwischen der wahren Lutherischen Lehre, vnd zwischen der Caluinischen Gegenlehre vnd verkerungen … zugeeignet … Johann Rueber zu Pyxendorf und Grawenwerd … sammt seiner Frauen Juditha einer gebohrenen Behemin von Friedrichsheim[55] und andern. David Gutgesel, Bartfeld (Bártfa) 1579[56]
  - 3. Aufl.: Menthonis Gogräuen von Lüppfurt, H. Schrifft designierten D., Chur F. Vnter Pfaltz Pastorn vnd Superintendentis zu Süntzheim. Auch ChurF. Cöllnischen ordentlich beruffenẽ und daher auff ein zeit bestaltẽ dieners am Wort des HErrn Christliche widerholte Bekäntnuß, Glaub vñ Lehre von wahrer wesentlicher Gegenwertigkeit, Exhibition vñ Empfahung des wahren Leibs vnd Bluts Christi im H. Abendmal. Mit sãmt einer Vorrede, darauß unter andern zuersehẽ, mit wz vngrũd vñ wie so gar vngütlich Ertzbischoff vñ Churfürst zu Cölln &c. Herr Gebhard &c. S.Churf. G. võ derẽ Feindẽ vñ Widerwertigẽ bey hohes vñ niderstandes Personẽ in bösen vnchristlichen Verdacht vñ argwan gezogen … mit der angedichtẽ Calvinischen Religion…, o. O. [Dortmund?] o. J. [1583]
- Propositiones de qvibvs respondebit M. Mento Gogrevivs. In: Simon Pauli / Mento Gogreve / Erasmus Marbach[57] / Philipp Marbach:[58] Propositiones De Vera Dei Ecclesia Et Notis, Sev Signis Proprijs monstantibus cœtum veræ Ecclesiæ hic in terris. De quibus præside D. Simone Pavli, pro gradu Licentiatorvm in Theologia disputabunt, M. Mento Gogrevivs. M. Erasmvs Marbachivs. M. Philippvs Marbachivs. Lucius, Rostock 1573. (Digitalisat der Universitätsbibliothek Leipzig)
- Oratio De Filii Dei Et Hominis, Domini Et Redemptoris nostri Jesu Christi, praesentia in Ecclesia sua, & Ministerio Sacramentorum. … Habita in inclyta urbis Rosarum Academia … A Mentone Gogrefen à Luppfurt, Sicambro, S. S. Theol, d. D. Illustri D. Iohanni Ruebern à Concionibus sacris, o. O. o. J. [1573] (Digitalisat der Bayerischen Staatsbibliothek München, Google-Books)
- Elegia, de misera et flebili specie, ac pertvrbato admodvm statu Ecclesiae, totivsq[ve] terrarvm orbis. o. O. [Andreas Franck, Graz?] 1575[34]
- Carmen nuptiale … Philippo Marbachio, … Gymnasii Grecensis Prorectori …. scriptum a Mentone Gogrevio a Luppfurt. o. N., o. O. [Graz] o. J. [1576][59]
- Carmen In Natalem Servatoris Nostri Iesv Christi, Mento Gogrevivs, a. L., Sacrae Theologiae Licentiatus, &c, o. O. o. J. [1576] (Digitalisat der Bayerischen Staatsbibliothek München) (Google-Books)
- Simplex, pia, brevis et nvda explicatio praecipuorum Momentorum, perplexe controuersiae, & spinosae meritoq[ue] inuisae disceptationis Flacianae de Peccato originis, iam olim conscripta, & nunc certo, bono, & pio consilio repetita … per Mentonem Gogrefen a Lvppfvrt, Theologiae designatum D., Illustri D[omi]ni. Iohanni Ruebero &c. à Concionibus sacris. David Guttgesell, Bartfeld 1580.
- Kurtzer Bericht, vnd Notwendige Erinnerung: Was, vnd welches, auff, vnd nach Gottes Worte, auß den Schrifften der Propheten vnd Apostel, das Corpus Doctrinae … sey, die man billich … an vñ auffnemẽ … müsse vñ solle. Dabej zugleich … Angezeigt wirdet welcher der … Wahre … verstand Augspurgischer Confession derẽ Apologi sey … Mentho Gograeff von Lueppfurt, H. Schrifft designierter D., Pastor vnd Superintendens in der ChurFuerstlichen VnternPfaltz zu Suentzheim auch ChurFuerstlicher Coellnischer beruffener vñ auff ein zeit geliehener Diener am Euangelio CHristi, o. O. 1583.